# 居組インターチェンジ
居組インターチェンジ（いぐみインターチェンジ）は、兵庫県美方郡新温泉町居組にある山陰近畿自動車道（東浜居組道路）のインターチェンジである。

## 歴史
- 2008年（平成20年）11月24日 : 東浜IC - 居組IC間開通。

## 道路
- E9 山陰近畿自動車道（東浜居組道路）

## 接続する道路
- 国道178号
- 兵庫県道128号居組港居組停車場線

## 隣
E9 山陰近畿自動車道
東浜IC - 居組IC - 新温泉浜坂IC